# Philonotis soulii
Philonotis soulii là một loài rêu trong họ Bartramiaceae. Loài này được Thér. & P. de la Varde mô tả khoa học đầu tiên năm 1920.